# Thuidiaceae
Die Laubmoos-Familie Thuidiaceae wird heute in die Ordnung der Hypnales gestellt. Die Arten wachsen auf Baumstämmen, Felsen und dem Erdboden in den gemäßigten und warmen Zonen der Erde.

## Typische Merkmale
Die Pflanzen sind ausgesprochen regelmäßig ein- bis dreifach gefiedert und oft sehr dekorativ. Die vegetative Vermehrung erfolgt über Stolonen. 
Die Blättchen sind breit dreieckig. Ihre Zellen sind rundlich und tragen oft eine oder einige Papillen. Die Blätter an den Stämmchen sind deutlich größer und breiter als die Blätter an den Ästchen. Paraphyllien sind fast stets vorhanden. Häufig sind sie verzweigt.
Die Kapseln sind krumm.

## Systematik
Die Thuidiaceae werden in die Ordnung Hypnales gestellt. Die Familie ist morphologisch wie molekulargenetisch gut charakterisiert. Sie umfasst 15 Gattungen mit rund 140 Arten (Arten nur in Auswahl):
- Abietinella
  - Abietinella abietina
- Actinothuidium
- Aequatoriella
- Boulaya
- Bryochenea
- Echinophyllum
- Haplocladium
- Hylocomiopsis
- Indothuidium
- Orthothuidium
- Pelekium
- Rauiella
- Thuidiopsis
- Thuidium
  - Thuidium delicatulum
  - Thuidium philibertii
  - Thuidium tamariscinum